# Elena Gaskell
Elena Gaskell (ur. 17 września 2001 w Vernon) – kanadyjska narciarka dowolna, specjalizująca się w konkurencjach: slopestyle, halfpipe i big air.

## Kariera
Gaskell rozpoczęła jazdę na nartach w wieku 4 lat. Narciarstwo dowolne zaczęła uprawiać w wieku 7 lat, dołączając do klubu Silver Star Freestyle club. Na arenie międzynarodowej zadebiutowała w lutym 2016 roku, w zawodach z cyklu Pucharu Ameryki Północnej, kiedy to zwyciężyła konkurs slopestyle'u oraz zajęła 6. miejsce w konkursie halfpipe'u. Rok później zadebiutowała w zawodach Pucharu Świata. W konkursie slopestyle'u, który rozegrano w kanadyjskim Québecu, zajęła 16. miejsce. W sierpniu 2018 roku zadebiutowała na mistrzostwach świata juniorów w Cardronie. Tam uplasowała się tuż za podium, zajmując 4. miejsce w slopestyle'u. We wrześniu 2018 roku, również w nowozelandzkiej Cardronie, zwyciężyła w inaugurującym sezon 2018/2019 konkursie big air. Było to zarazem jej pierwsze podium w zawodach Pucharu Świata. W sezonie 2018/2019 zdobyła małą kryształową kulę za zwycięstwo w klasyfikacji big air. Ponadto w sezonie 2021/2022 była trzecia w klasyfikacji big air.
W lutym 2019 roku wystartowała w mistrzostwach świata w Park City. Zajęła w nich 15. miejsce w konkursie big air. Na rozgrywanych trzy lata później igrzyskach olimpijskich w Pekinie została zgłoszona do startu w big air, jednak ostatecznie nie wystartowała.

## Osiągnięcia

### Igrzyska olimpijskie
| Miejsce | Dzień    | Rok  | Miejscowość | Konkurencja | Zwyciężczyni |
| ------- | -------- | ---- | ----------- | ----------- | ------------ |
| DNS     | 8 lutego | 2022 | Pekin       | Big Air     | Eileen Gu    |

### Mistrzostwa świata
| Miejsce | Dzień    | Rok  | Miejscowość | Konkurencja | Zwyciężczyni |
| ------- | -------- | ---- | ----------- | ----------- | ------------ |
| 15.     | 2 lutego | 2019 | Park City   | Big Air     | Tess Ledeux  |

### Puchar Świata

#### Miejsca w klasyfikacji generalnej
- sezon 2016/2017: 170.
- sezon 2017/2018: 54.
- sezon 2018/2019: 19.
- sezon 2019/2020: 60.

Od sezonu 2020/2021 klasyfikacja generalna została zastąpiona przez klasyfikację Park & Pipe (OPP), łączącą slopestyle, halfpipe oraz big air.
- sezon 2021/2022: 18.

#### Miejsca na podium w zawodach
1. Cardrona – 7 września 2018 (big air) – 1. miejsce
2. Québec – 16 marca 2019 (big air) – 3. miejsce
3. Seiser Alm – 18 stycznia 2020 (slopestyle) – 3. miejsce
4. Chur – 22 października 2021 (big air) – 3. miejsce